# Gail Borden
Gail Borden, III, (9 tháng 11 năm 1801 - 11 tháng 1 năm 1874) là một người gốc New York đã định cư ở Texas năm 1829, nơi ông làm việc kiểm soát địa chất, xuất bản báo chí, và phát minh; ông được biết đến nhiều nhất là nhà phát triển sữa đặc vào năm 1853. Sau khi trở về đến khu vực New York để tiếp thị sản phẩm khác, ông thành lập nhà máy sản xuất sữa đặc ở Connecticut, và sau đó ở New York và Illinois. Quân đội Liên minh có Nhu cầu cao đối với sản phẩm của ông trong cuộc nội chiến Hoa Kỳ. Công ty Sữa đặc New York đổi tên thành Borden sau khi ông qua đời.